# Tepeyac, Mexico City

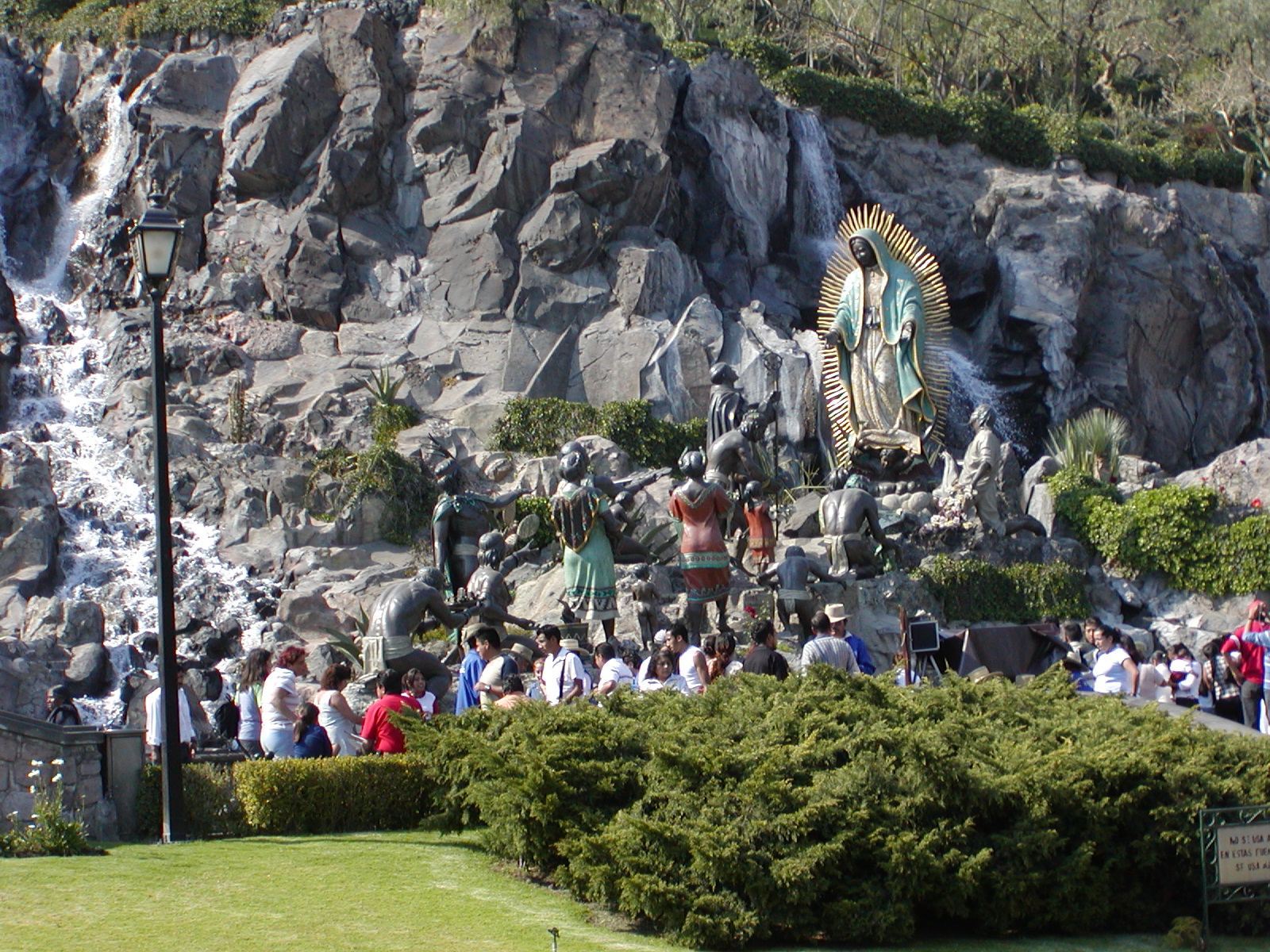
Skulpterad fontän på Tepeyac till åminnelse av Vår Fru av Guadalupes uppenbarelse.

Tepeyac är en kulle i de norra delarna av Mexico City. Delar av åsen utgör en nationalpark, också kallad El Tepeyac.  

## Vår Fru av Guadalupe
Det var på Tepeyac som Juan Diego Cuauhtlatoatzin enligt katolsk tradition såg den uppenbarelse av Jungfru Maria som kallas Vår Fru av Guadalupe. Benämningen kom efter den närmaste orten, som var La Villa de Guadalupe vilken i dag ingår i stadsdelen Gustavo A. Madero. Strax söder om Tepeyac byggdes Guadalupebasilikan vilken numera är en av den katolska kristenhetens mest besökta heliga platser.

## Tonantzin
Tepeyac anses också ha varit platsen för en förkristen helgedom helgad åt den aztekiska modergudinnan Tonantzin. Tonantzin avbildades som en skrämmande figur med ett huvud bestående av ormar och en klädnad bestående av slingrande ormar. Hennes ögon projicerade bottenlös sorg.